# Anthopleura elegantissima
Anthopleura elegantissima là một loài hải quỳ được tìm thấy nhiều nhất ở các bờ biển có thủy triều dọc theo bờ biển Thái Bình Dương của Bắc Mỹ. Đây là loài thuộc chi Anthopleura, họ Actiniidae.

## Hình ảnh

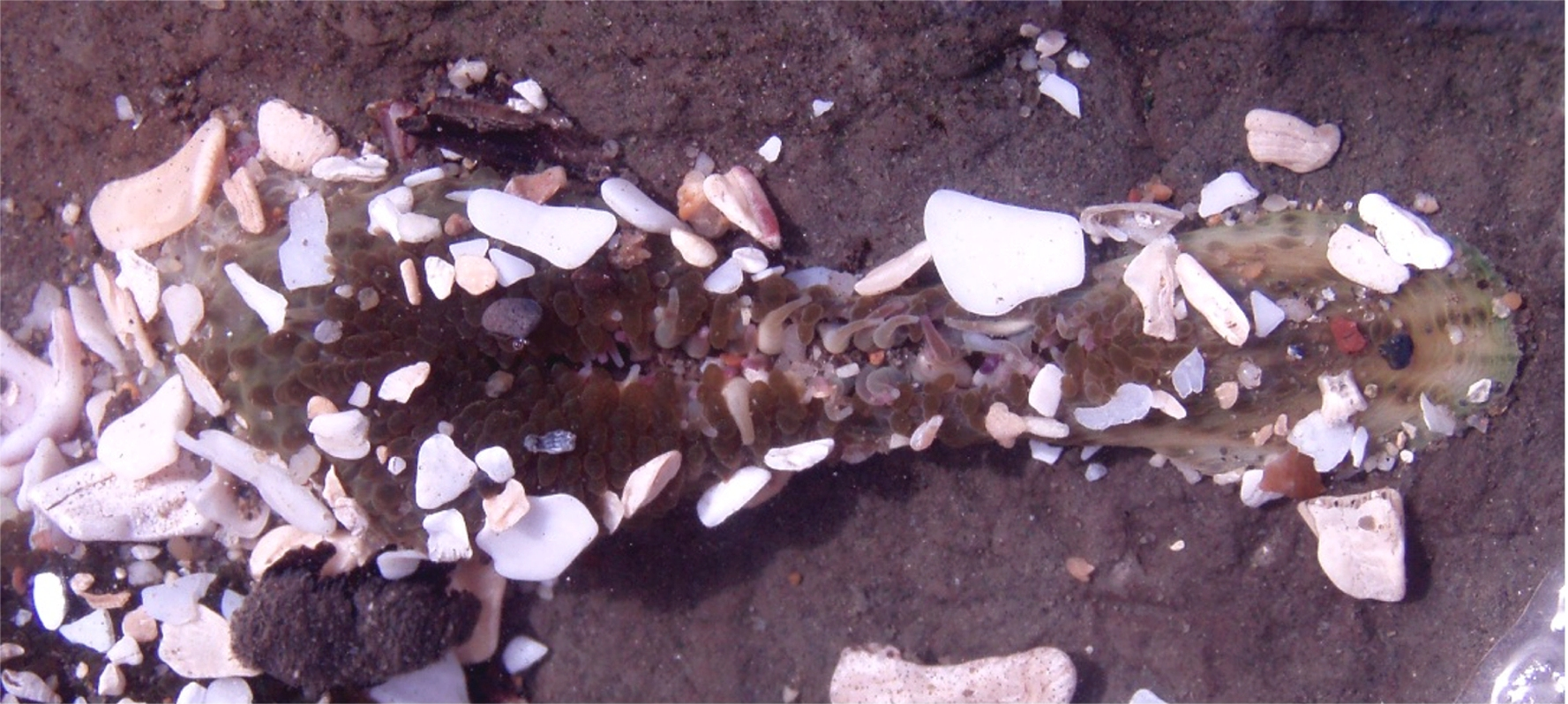
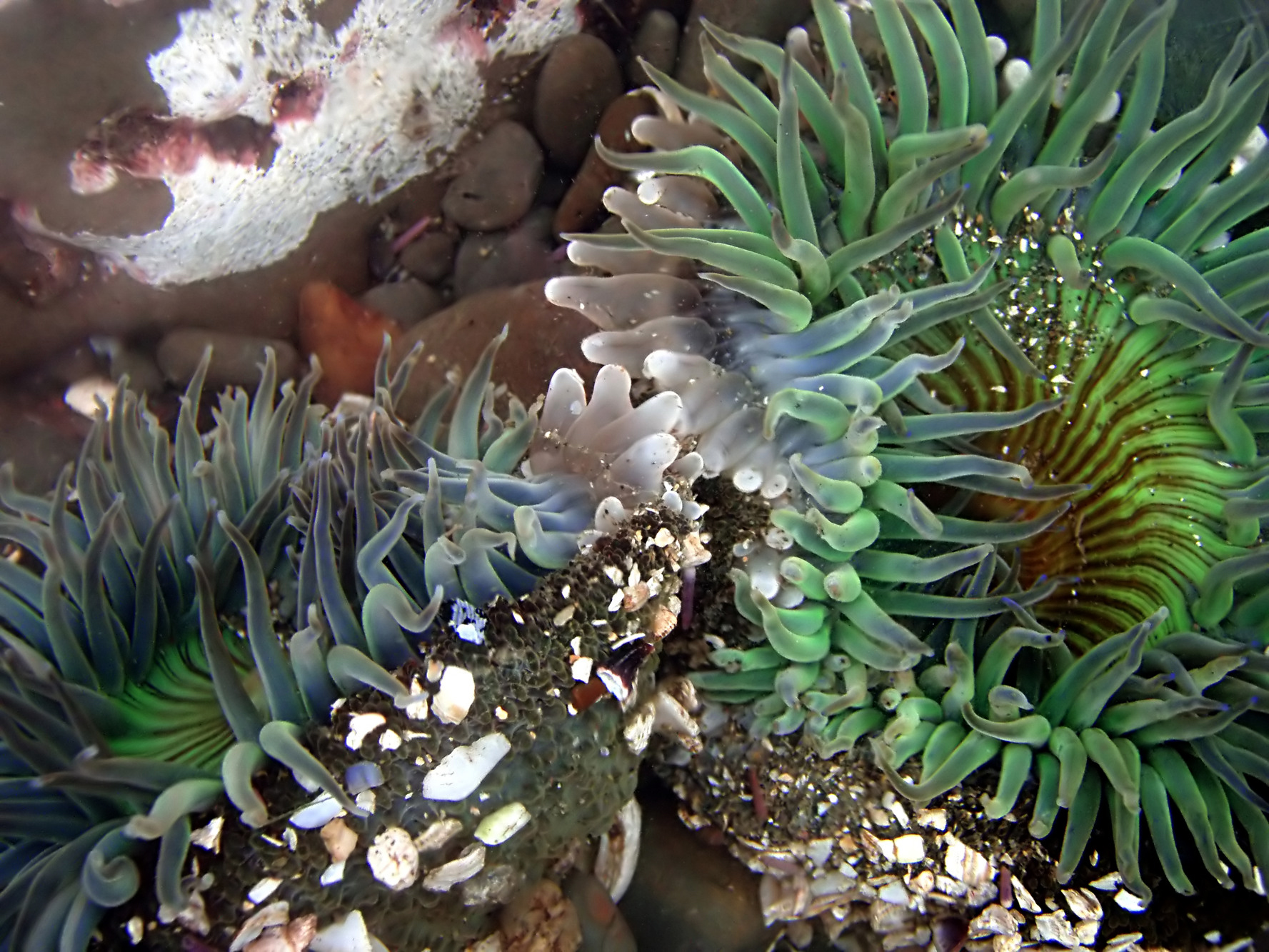
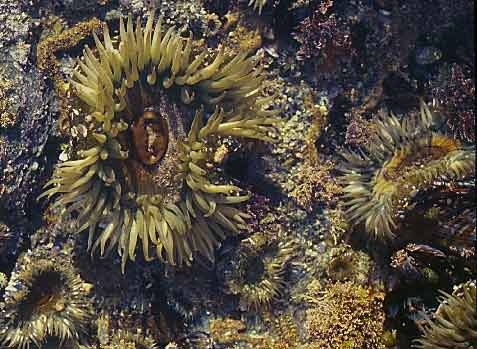